# Thyroptera tricolor
Thyroptera tricolor — є одним з видів кажанів родини Thyropteridae.

## Поширення
Країни поширення: Беліз, Болівія, Бразилія, Колумбія, Коста-Рика, Еквадор, Французька Гвіана, Гватемала, Гаяна, Гондурас, Мексика, Панама, Перу, Суринам, Тринідад і Тобаго, Венесуела. У Венесуелі вид зустрічається в низовинах, нижче 850 м над рівнем моря. Зустрічається в низинних до 1300 м по обидві сторони Анд (Еквадор) і до 1800 м в Колумбії. Зустрічається в лісах. Значною мірою пов'язаний з вологим місцям мешкання. Цей вид повітряний комахоїдний. Полює на дрібних комах.

## Загрози та охорона
Втрата середовища проживання у частині його ареалу (передгір'я Анд і Атлантичний ліс) є локальними загрозами, але в цілому немає серйозних загроз. Знайдений в охоронних районах.